# Bill Sefton
William Healy « Bill » Sefton  (né le 21 janvier 1915 à Los Angeles et mort le 2 mai 1982 à Plano) est un athlète américain, spécialiste du saut à la perche.

## Biographie
Il remporte à deux reprises les championnats de l'Amateur Athletic Union, en 1935 et 1937.
Il participe aux Jeux olympiques d'été de 1936, à Berlin, et termine quatrième de la compétition avec la marque de 4,25 m, devancé au nombre d'essais par les Japonais Shuhei Nishida et Sueo Oe.
Le 29 mai 1937, à Los Angeles, Bill Sefton établit un nouveau record du monde du saut à la perche en franchissant une barre à 4,54 m, améliorant de onze centimètres l'ancienne meilleure marque mondiale détenue depuis 1936 par son compatriote George Varoff. Lors de ce même concours, son compatriote Earle Meadows franchit également cette hauteur de 4,54 m.